# Приди ко мне (фильм, 2019)
«Приди ко мне» (англ. Other Lamb, букв. «Другой агнец») — фильм ужасов 2019 года режиссёра Малгожаты Шумовской по сценарию К. С. Макмаллена. В главных ролях Рэффи Кэссиди, Михи́ль Хаусман и Дениз Гоф.
Мировая премьера фильма состоялась на Международном кинофестивале в Торонто 6 сентября 2019 года. Он был выпущен в Соединенных Штатах 3 апреля 2020 года компанией IFC Midnight, а в Соединенном Королевстве — 3 июля 2020 года компанией Mubi.

## Сюжет
Села, девочка-подросток, живущая в секте, возглавляемой Пастырем, единственным мужчиной в секте. Они живут в заброшенных зданиях в лесу и пасут овец. Женщины делятся на две группы: младшие Сестры, одетые в синее, и старшие Жены, одетые в красное. По мере того как она взрослеет, Села все больше привлекает внимание Пастыря. Она часто думает о своей матери, которая умерла, рожая её.

## В ролях
- Рэффи Кэссиди — Села
- Михи́ль Хаусман — Пастырь
- Дениз Гоф — Сара
- Келли Кэмпбелл — Ханна
- Ева Коннолли — Адриэль
- Изабель Коннолли — Элоиза

## Производство
В феврале 2019 года было объявлено, что к актёрскому составу фильма присоединились Рэффи Кэссиди, Михи́ль Хаусман и Дениз Гоф, а Малгожата Шумовская снимет фильм по сценарию К. С. Макмаллена. Съёмки начались в том же месяце в Ирландии.

## Выпуск
Мировая премьера фильма состоялась на Международном кинофестивале в Торонто 6 сентября 2019 года. Вскоре после этого IFC Midnight и Mubi приобрели права на распространение фильма в США и Великобритании соответственно. Вышел в прокат в Соединенных Штатах 3 апреля 2020 года, а в Великобритании 3 июля 2020 года. К третьей неделе проката он занял третье место по величине кассовых сборов в Соединенных Штатах с кассовыми доходами в размере $265 и $4825 в общей сложности.

## Прием критиков
На сайте Rotten Tomatoes фильм имеет рейтинг 72 %, основанный на отзывах 78 критиков, с рейтингом 6,7/10. На Metacritic он имеет средневзвешенный балл 65 из 100, основанный на отзывах 17 критиков, что указывает на «в целом благоприятные отзывы».